# پریش سنت پل، دومینیکا
پریش سنت پل (به لاتین: Saint Paul Parish) یکی از پریش‌های دومینیکا است که مرکز آن شهر پونت کس می‌باشد.

## خصوصیات
پریش سنت پل ۹٬۷۸۶ نفر جمعیت دارد.